# Maggie Pepper
Pour plus de détails, voir Fiche technique et Distribution.
Maggie Pepper est un film muet américain réalisé par Chester Withey et sorti en 1919.

## Synopsis
Maggie Pepper est une vendeuse indépendante et dynamique qui soutient Claire, la fille de sa belle-sœur Ada, qui est en prison pour vol à l' étalage. Maggie est courtisée par Jake Rothschild, à qui elle vient de vient rejeter ses demandes en mariages lorsque le jeune propriétaire du magasin, Joe Holbrook, tombe sur eux. Elle prend Joe pour un chercheur d'emploi et lui conseille de rester à l'écart. Joe s'intéresse à elle et découvre que la jeune femme a des idées propre et une vision juste des choses. Bien que déjà fiancé, il constate que la comparaison entre sa fiancée et Maggie, favorise cette dernière. Sa belle-sœur Ada, maintenant libérée et ramenée au crime par un deuxième mari Sam, prévoit de faire du vol à l'étalage dans le magasin Holbrook. Maggie veut seulement que l'enfant soit libre de mauvaises influences et accepte une offre d'emploi à Pittsburgh pour obtenir un meilleur environnement. Il y a une tentative sensationnelle de voler l'enfant, ce qui amène Holbrook à la rescousse. Il feint une blessure pour garder une emprise sur Maggie et finit par la gagner.

## Fiche technique
- Titre : Maggie Pepper
- Réalisation : Chester Withey
- Assistant-réalisateur : Louis Howland
- Scénario : Gardner Hunting, d'après la pièce de Charles Klein
- Photographie : David Abel
- Montage :
- Producteur : Jesse L. Lasky
- Société de production : Famous Players-Lasky Corporation
- Société de distribution : Paramount Pictures
- Pays de production :  États-Unis
- Langue : film muet avec les intertitres en anglais
- Format : Noir et blanc — 35 mm — 1,33:1 — Muet
- Genre : Comédie dramatique
- Durée : 50 minutes (0 h 50)
- Dates de sortie : 
  - États-Unis : 23 février 1919

## Distribution
- Ethel Clayton : Maggie Pepper
- Elliott Dexter : Joe Holbrook
- Winifred Greenwood : Ada Darkin
- Tully Marshall : Sam Darkin
- Edna Mae Wilson : Claire Darkin
- Raymond Hatton : Jake Rothschild
- Marcia Manon : Alice Keane
- Clyde Benson : John Hargen
- William Elmer : Dud Corey
- Bud Duncan : le livreur
- Clarence Geldart : le détective
- Fay Holderness : Mme. Thatcher